# 东南大学材料科学与工程学院
东南大学材料科学与工程学院隶属于2009年设立的东南大学机能材化学部。

## 历史
- 学院溯源于1984年12月成立的南京工学院材料专业。
- 2000年4月，原东南大学、南京铁道医学院、南京交通高等专科学校合并，南京地质学校并入，组建了新的东南大学。[2]

## 专业设置
- 学院目前有材料科学与工程一级学科博士点和博士后流动站，涵盖“材料物理与化学”、“材料加工工程”、“材料学”、“生物材料与组织工程”四个二级学科博士点，博士和硕士研究生
- 本科按材料科学与工程大类招生，设有金属材料、土木工程材料、电子信息材料和先进材料制备与应用四个方向